# دلفين سنامي أطلسي
الدلفين السنامي الأطلسي (الاسم العلمي: Sousa teuszii) هو نوع من الحيتانيات، يتبع جنس دلافين سنامية.